# Ernesto Augusto de Hanôver (1914–1987)
Ernesto Augusto IV, Príncipe de Hanôver (18 de março de 1914 – 9 de dezembro de 1987), foi Príncipe Herdeiro de Brunsvique de 1914 a 1918, chefe da Casa Real de Hanôver de 1953 a 1987. Também foi-lhe concedido pelo rei Jorge V, durante um curto período após o seu nascimento, o título de príncipe da Grã-Bretanha e Irlanda, além de herdeiro ao Ducado de Cumberland e Teviotdale de 1914 a 1917. Seus títulos britânicos foram suspensos sob a lei de Privação de Títulos de 1917.

## Família
Ernesto Augusto era o primogênito de Ernesto Augusto, Duque de Brunsvique e da princesa Vitória Luísa da Prússia. 
Seu batizado no verão de 1914 foi o último grande evento da realeza europeia antes do início da Primeira Guerra Mundial e teve como ilustres padrinhos a seus avós paternos os duques de Cumberland Ernesto Augusto e Tira; a seus avós maternos os imperadores da Alemanha Guilherme II e Augusta Vitória; ao imperador Francisco José I; ao czar Nicolau II; ao rei Luis III da Bavária; ao grão-duque Frederico Francisco IV; a seus tios maternos os príncipes da Prússia Oscar e Adalberto; ao príncipe Max von Baden e ao Primeiro Regimento Real de Cavalaria. 
Quando contava com quatro anos perdeu seus títulos após a abdicação de seu pai em 1918; na morte dele em 1953 tornou-se o chefe da Casa de Hanôver, sendo conhecido como Ernesto Augusto IV. Chegou a contar com as duas nacionalidades: a britânica após ser acolhido pela "Sophia Naturalization Act 1705" e, naturalmente, a alemã.

## Matrimônios e descendência
Ernesto Augusto contraiu primeiras núpcias em 1951 com a princesa Ortrud de Schleswig-Holstein-Sonderburg-Glücksburg com quem teve os seguintes filhos:
- Maria de Hochberg (n. 1952), casada com o conde Miguel de Hochberg.
- Ernesto Augusto (n. 1954), casado com Chantal Hochuli e depois com a princesa Carolina de Mônaco.
- Luís Rodolfo de Hanôver (1955–1988), casado com a condessa Isabel de Thurn e Valsassina-Como-Vercelli (1962–1988). Suicidou-se ao descobrir o corpo de sua esposa morta por overdose. Tinham um filho, Oto (n.1988).
- Olga Sofia de Hanôver (n. 1958).
- Alexandra Irene de Hanôver (n. 1959), casada com o príncipe André de Leiningen.
- Henrique Júlio de Hanôver (n. 1961), casado com Thyra von Westernhagen.

Viúvo em 1980, no ano seguinte casou em segundas núpcias com a condessa Mônica de Solms-Laubach (nascida em 1929). Não tiveram filhos.
Ernesto teve um caso com a baronesa Maria Anna Sybilla Maria von Humboldt-Dachroeden (1916-2003) com quem teve um filho ilegitimo:
- Cristiano von Humboldt-Dachroeden (27 de dezembro de 1943), casado com a baronesa Maria von Maltzahn. Eles tem uma filha:
  - Alexandra von Humboldt-Dachroeden (n. 13 de outubro de 1980), casada com Ferdinando von Wallsee. Eles tem um filho:
    - Alberto von Wallsee (n. 2011)